# Samsam
Samsam, orig. SamSam, är en animerad tv-serie från 2007 för barn i förskoleåldern, baserad på en figur av Serge Bloch och skapad av Tanguy de Kermel, och finns även som tecknad serie. Serien har visats i Sverige på Barnkanalen.
Samsam är världens yngsta och minsta superhjälte. Han bor på planeten Sam med sina superföräldrar SamMamma och SamPappa och sin SamTeddy, och går på superhjälteskolan med sina kompisar SuperJulia och Lillbärt. Ute på äventyr möter han lortgrisen Lortvig, de illvilliga marsianerna under kung Marcel, rymdpiraterna, sängvättarna, samt ett och annat rymdmonster.

## Avsnitt visas i Sverige

### Avsnitt visade (SVT World)
- 1. Avsnitt: Fyrkantiga ögon (Les yeux carrés).
- 2. Avsnitt: Sängvättarna anfaller (L'attaque des Pipiolis).
- 3. Avsnitt: Inga leksaker åt rydmpiraterna (Pas de jouets pour les Piratroces).
- 4. Avsnitt: Hem till Mars (Retour sur March).
- 5. Avsnitt: Uppror i huset (La maison se révolte).
- 6. Avsnitt: Lortvig blir renlig (Crapouille devient propre).
- 7. Avsnitt: Magiska kort-träd (L'arbracarte).
- 8. Avsnitt: Ivriga gliringar (Grotesque et ridicule).
- 9. Avsnitt: Spegelplaneten (La planète aux miroirs).
- 10. Avsnitt: Superjulia och sängvättarna (SuperJulie et les pipiolis).
- 11. Avsnitt: Ingen får pussa Samsam (Plus de bisous pour Samsam).
- 12. Avsnitt: Rydmpiraterna tand-faller (Une dent contre les Piratroces).
- 13. Avsnitt: Inte utan min Samteddy (Le doudou de Barbaféroce).
- 15. Avsnitt: Inget enkelt val (Choix pas triste).
- 16. Avsnitt:Super-pappa (Super papa).
- 17. Avsnitt: Monstren som bjöd in sig själva (Les monstres s'invitent).
- 18. Avsnitt: Samsam blir osynling (L'invisible Samsam).
- 19. Avsnitt: Superhjälten Lillbärt (Tel est pris qui croyait prendre).
- 21. Avsnitt: Marathonionen (Le marcholeon).
- 22. Avsnitt: Samsam kan inte somna (Samsam n'a pas sommeil).
- 23. Avsnitt: Ett monster utan namn (Le monstre sans nom).
- 24. Avsnitt: Rymdsjuka (Le mal de l'espace).
- 25. Avsnitt: Lortvig roar sig kungligt (L'hote decha majechte).
- 26. Avsnitt: En drömfröken (Une maîtresse de rêve).
- 27. Avsnitt: Monsterplaneten (La planète des monstres).
- 28. Avsnitt: Lortvigs vänner (Les amis de Crapouille).
- 29. Avsnitt: Pojklekar och flicklekar (Jeux de filles, jeux de garçons).
- 30. Avsnitt: En jätte på planeten Mars (Le géant de March).
- 32. Avsnitt: Vilse i rydmen (Perdus dans l'espace).
- 33. Avsnitt: Lortvig bjuder en gäst (Réception chez Crapouille).
- 34. Avsnitt: Kapad av rydmpiraterna (Kiki voleur).
- 35. Avsnitt: Ruggskägg börjar skolan (Un piratroce à l'école).
- 37. Avsnitt: En kunglig kalasgäst (L'invité surprise).
- 38. Avsnitt: SamSams skugga (L'ombre qui en dit trop).
- 41. Avsnitt: Utmaningen (Le défi).
- 42. Avsnitt: Kung Marcels styvson (Mon beau fich).
- 44. Avsnitt: Stora Rymdracet (La grande course de l'espace).
- 45. Avsnitt: Superjulia försvinner (L'enlèvement de Super Julie).
- 46. Avsnitt: Lortvigs nya jobb (Le nouveau métier de Crapouille).
- 47. Avsnitt: Vilket galaktiskt misstag (Une gaffe galactique).
- 48. Avsnitt: Rädd för att flyga (La grande peur de Samsam).
- 50. Avsnitt: Hemligt uppdrag (Le passager clandestin).
- 51. Avsnitt: Håll rymden ren (L'espace n'est pas une poubelle).
- 52. Avsnitt: Kung Marsell är för snäll (Marchel est trop gentil).